# Pierre-Augustin Hulin
Pierre-Augustin Hulin, francoski general, * 1758, † 1841.